# هنريكي فالي
هنريكي فالي هو دبلوماسي وسياسي برازيلي، ولد في 1940.